# Coneythorpe and Clareton
Coneythorpe and Clareton – civil parish w Anglii, w North Yorkshire, w dystrykcie (unitary authority) North Yorkshire. W 2001 civil parish liczyła 100 mieszkańców. W obszar civil parish wchodzi także Clareton.